# マイク・アダムズ (オフェンシブタックル)
マイク・アダムズ（Mike Adams 1990年3月10日- ）はペンシルベニア州ファレル出身のアメリカンフットボール選手。現在フリーエージェント。ポジションはタックル。

## 経歴
オハイオ州ダブリンの高校では2年次、3年次に州のオールチームに選ばれた。また大学入学を前に、Rivals.com からは、五つ星、その年の全米ナンバー1、タックルに評価された。
オハイオ州立大学に進学、1年次の2008年は、控えのタックルとして4試合に出場した。2年次の2009年には4試合に先発出場した。3年次の2010年は、全13試合に左タックルで先発し、オールアメリカンサードチーム、ビッグ10カンファレンスのオールチームに選ばれた。2011年は、NCAAから5試合の出場停止処分を受けた。8試合に出場し、オールアメリカンセカンドチーム、カンファレンスのオールチームに選ばれた。
NFLスカウティング・コンバインでマリファナの陽性反応が出た。
2012年のNFLドラフトでは、マット・カリルに次ぐ高い評価を受けたタックルであり、2巡全体24位でピッツバーグ・スティーラーズに指名された。5月下旬のチーム合同練習には、大学の期末試験が6月まであるため参加しなかった。1巡で指名されたデビッド・デカストロと共に、8月8日のプレシーズンゲーム第1週から先発選手として起用された。この試合では左タックルとして起用された。
右タックルとして先発出場していたが、11月の試合で足首を捻挫し、翌週のボルチモア・レイブンズ戦を欠場するなど、この年6試合に欠場した。
2013年6月1日、彼の自宅からトラックを盗もうとした3人組の強盗に腹部を刺された。大事には至らなかった。